# 新蔡河
新蔡河，位于河南省东部，是颍河中游左岸支流。新蔡河系由古蔡水演变而来，今新蔡河发源于淮阳县西北部齐老乡小林庄，沿黄泛主道开挖成河，东南流经淮阳县中部、郸城县南部、沈丘县北部地区，于沈丘县新安集镇以东注入颍河。途纳老蔡河、黄水冲等支流。全长91.3公里，流域面积1030平方公里。